# Cephalodella pheloma
Cephalodella pheloma är en hjuldjursart som beskrevs av Myers 1924. Cephalodella pheloma ingår i släktet Cephalodella och familjen Notommatidae. Inga underarter finns listade i Catalogue of Life.